# Sci di fondo ai XXI Giochi olimpici invernali - Staffetta maschile
Nello sci di fondo ai XXI Giochi olimpici invernali la staffetta maschile 4x10 km si disputò il 24 febbraio, dalle ore 11:30 sul percorso che si snodava nel Whistler Olympic Park con un dislivello massimo di 53 m; presero parte alla competizione 14 squadre nazionali, ognuna composta da quattro atleti, che disputarono due frazioni a tecnica classica e due a tecnica libera.
Detentrice del titolo era la nazionale italiana, vincitrice della competizione tenutasi a Torino 2006; dei fondisti che formavano quella squadra, ovvero Fulvio Valbusa, Giorgio Di Centa, Pietro Piller Cottrer e Cristian Zorzi, il primo non fu presente per difendere il titolo essendosi ritirato nella stagione 2005-2006.

## Classifica
| Posizione | Nazione                                                                         | Tempo                                     | Distacco |
| --------- | ------------------------------------------------------------------------------- | ----------------------------------------- | -------- |
| 1         | Svezia Daniel Richardsson Johan Olsson Anders Södergren Marcus Hellner          | 1:45:05,4 27:57,9 27:55,2 24:35,2 24:37,1 |          |
| 2         | Norvegia Martin Johnsrud Sundby Odd-Bjørn Hjelmeset Lars Berger Petter Northug  | 1:45:21,3 27:59,9 28:27,5 24:38,4 24:15,5 | + 15,9   |
| 3         | Rep. Ceca Martin Jakš Lukáš Bauer Jiří Magál Martin Koukal                      | 1:45:21,9 28:22,4 27:36,4 24:34,8 24:48,3 | + 16,5   |
| 4         | Francia Jean-Marc Gaillard Vincent Vittoz Maurice Manificat Emmanuel Jonnier    | 1:45:26,3 27:56,7 28:03,6 24:31,5 24:54,5 | + 20,9   |
| 5         | Finlandia Sami Jauhojärvi Matti Heikkinen Teemu Kattilakoski Ville Nousiainen   | 1:45:30,3 27:55,6 28:32,3 24:37,1 24:25,3 | + 24,9   |
| 6         | Germania Jens Filbrich Axel Teichmann René Sommerfeldt Tobias Angerer           | 1:45:49,4 27:58,3 28:22,6 24:43,7 24:44,8 | + 44,0   |
| 7         | Canada Devon Kershaw Alex Harvey Ivan Babikov George Grey                       | 1:47:03,2 28:23,8 28:21,3 24:33,5 25:44,6 | + 1:57,8 |
| 8         | Russia Nikolaj Pankratov Pëtr Sedov Aleksandr Legkov Maksim Vylegžanin          | 1:47:04,7 28:33,4 28:07,4 24:56,9 25:27,0 | + 1:59,3 |
| 9         | Italia Valerio Checchi Giorgio Di Centa Pietro Piller Cottrer Cristian Zorzi    | 1:47:16,6 28:22,1 28:34,3 24:39,8 25:40,4 | + 2:11,2 |
| 10        | Svizzera Toni Livers Curdin Perl Remo Fischer Dario Cologna                     | 1:47:57,2 28:20,7 28:26,7 25:35,1 25:34,7 | + 2:51,8 |
| 11        | Kazakistan Sergej Čerepanov Aleksej Poltoranin Evgenij Veličko Nikolaj Čebot'ko | 1:49:49,1 28:36,1 27:45,2 26:38,3 26:49,5 | + 4:43,7 |
| 12        | Slovacchia Martin Bajčičák Ivan Bátory Michal Malák Peter Mlynár                | 1:49:52,0 28:21,2 28:28,7 25:49,6 27:12,5 | + 4:46,6 |
| 13        | Stati Uniti Andrew Newell Torin Koos Garrott Kuzzy Simi Hamilton                | 1:51:27,7 28:37,9 30:01,5 25:49,6 26:58,7 | + 6:22,3 |
| 14        | Estonia Algo Kärp Jaak Mae Aivar Rehemaa Kaspar Kokk                            | 1:51:41,2 29:54,6 28:43,4 25:50,0 27:13,2 | + 6:35,8 |